# Ronnie och Donnie Galyon
Ronnie och Donnie Galyon, födda 28 oktober 1951 i Dayton, Ohio i USA, döda 4 juli 2020 i Dayton, Ohio i USA, var två amerikanska siamesiska tvillingar. Enligt Guinness rekordbok 2009 var bröderna Galyon de äldsta levande siamesiska tvillingarna i världen. 29 oktober 2014 blev bröderna vid åldern 63 år utsedda till de äldsta siamesiska tvillingarna någonsin då de passerade det tidigare åldersrekordet av Giacomo och Giovanni Battista Tocci.
Tvillingarna föddes 28 oktober 1951 på St. Elizabeth Hospital i Dayton i Ohio. Föräldrarna, Wesley och Eileen Galyon, var ovetande att de väntade tvillingar. Bröderna var sammanväxta från bröstbenet till skrevet och delade på inre organ. De hade varsitt hjärta, två par lungor, varsin magsäck, fyra armar och fyra ben. Efter två års vistelse på sjukhuset kom läkarna fram till att de inte kunde skiljas kirurgiskt. De fick inte en normal skolgång och blev aldrig helt läskunniga.
Ronnie och Donnies föräldrar hade nio barn att försörja och deras pappa tog det svåra beslutet att ställa ut dem på en freak show när pojkarna var 3 år. De visades upp i USA och Latinamerika. Bröderna blev kändisar och kunde försörja familjen med sina inkomster.
Efter trettio år i nöjesbranschen drog sig tvillingarna tillbaka 1991. De flyttade tillbaka till hemorten Dayton i ett eget boende där de levde ett relativt normalt liv tack vare en specialbyggd dubbelrullstol. Fastän de pensionerat sig från nöjesbranschen var de med i TV flera gånger – på The Jerry Springer Show 1997, i en dokumentär på Discovery Channel 1998 och i en dokumentär på Channel 5 2009.
I 2009 fick Ronnie en lunginfektion som var livshotande för båda bröderna. Efter sjukhusvistelsen behövde de båda hjälp dygnet runt. Deras yngre bror Jim och hans fru Mary som bodde samma stad kunde inte låta tvillingarna bo hos dem eftersom deras hus inte var handikappanpassat. Gåvor och insamlingar från lokalinvånare bidrog till att de kunde lägga till en specialanpassad utbyggnad på huset. 22 december 2010 visade TLC The World's Oldest Conjoined Twins Move Home om tvillingarnas återhämtning och inflyttande.
Ronnie och Donnie Galyon avled av hjärtsvikt på ett sjukhus i Dayton den 4 juli 2020 omgivna av familjen.